# 마르셀 프레인세

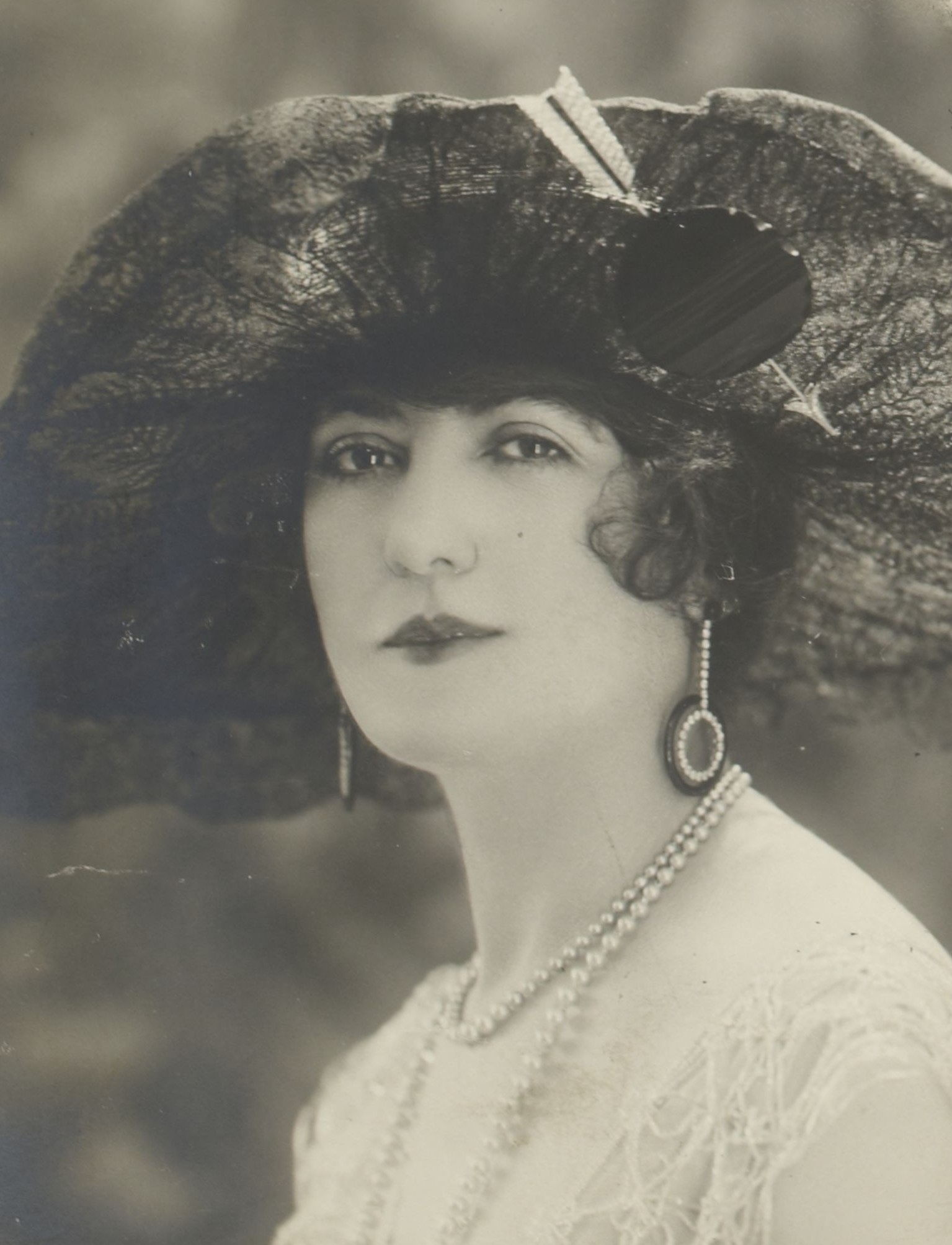

마르셀 프레인세(Marcelle Praince, 1882년 6월 9일 ~ 1969년 10월 26일)는 프랑스의 배우이다.
메종라피트에서 사망하였다.

## 영화
- 파리의 하늘 아래 (1954년)
- 파리의 하늘 아래 (1951년)
- 나이팅게일의 새장 (1945년)
- 꽃이 있는 부두 (1944년)
- 하늘의 뮤지션 (1940년)
- 소년 (1936년)